# فرودگاه ال گولا
فرودگاه ال گولا (به انگلیسی: El Golea Airport) یک فرودگاه همگانی با کد یاتا ELG است که یک باند فرود آسفالت دارد و طول باند آن ۳۰۰۰ متر است. این فرودگاه در کشور الجزایر قرار دارد و در ارتفاع ۳۹۸ متری از سطح دریا واقع شده است.

## شرکت‌های هواپیمایی و مقصدهای پروازی
The only airline operating regular flights to/from the airport is هواپیمایی الجزایر, serving the following destinations
| شرکت‌های هواپیمایی | مقصدهای پروازی                                |
| ----------------- | --------------------------------------------- |
| هواپیمایی الجزایر | هواری بومدین، عین بیدا، اگونار – هج بی اخاموک |